# Nederrijnse urnenveldencultuur
De Nederrijnse urnenveldencultuur maakte deel uit van de grotere urnenveldencultuur uit de midden- en late bronstijd. De cultuur bezette de huidige gebieden van Noordrijn-Westfalen, België en Nederland. Net als in andere gebieden waar de urnenveldencultuur wijdverspreid was, omvatte de begrafenispraktijk de crematie van de overledene en het bijplaatsen van de as in urnen.
De urnenvelden in deze regio zijn recenter dan in het oudste kerngebied in de Donau-regio. Dit is door sommige geleerden verklaard als het resultaat van een migratie vanuit Midden-Europa die verscheidene culturele innovaties met zich meebracht, waaronder, naast het ritueel van crematie, nieuwe keramische stijlen, de wijdverbreide verspreiding van brons en nieuwe cultivatiesystemen, de zogenaamde Keltische velden.
In de Nederlanden zijn tientallen urnenvelden gevonden, vooral in het gebied van de Kempen.
In de 19e en 20e eeuw zijn vooral door de ontginning van heidevelden vele urnenvelden verdwenen door afgraving. Een redelijk bewaard gebleven urnenveld is dat op de Boshoverheide bij Weert. Oorzaak van het behoud is de arme grond aldaar, waardoor niemand er iets mee gedaan heeft. Verder zijn in Vaassen en bij de grafheuvels in Veldhoven nog (resten van) urnenvelden zichtbaar.
Voor een leek is er behalve de grafheuveltjes niet veel te zien aan een urnenveld. De daar gevonden voorwerpen zijn meestal in musea te vinden.

## Bronsdepots

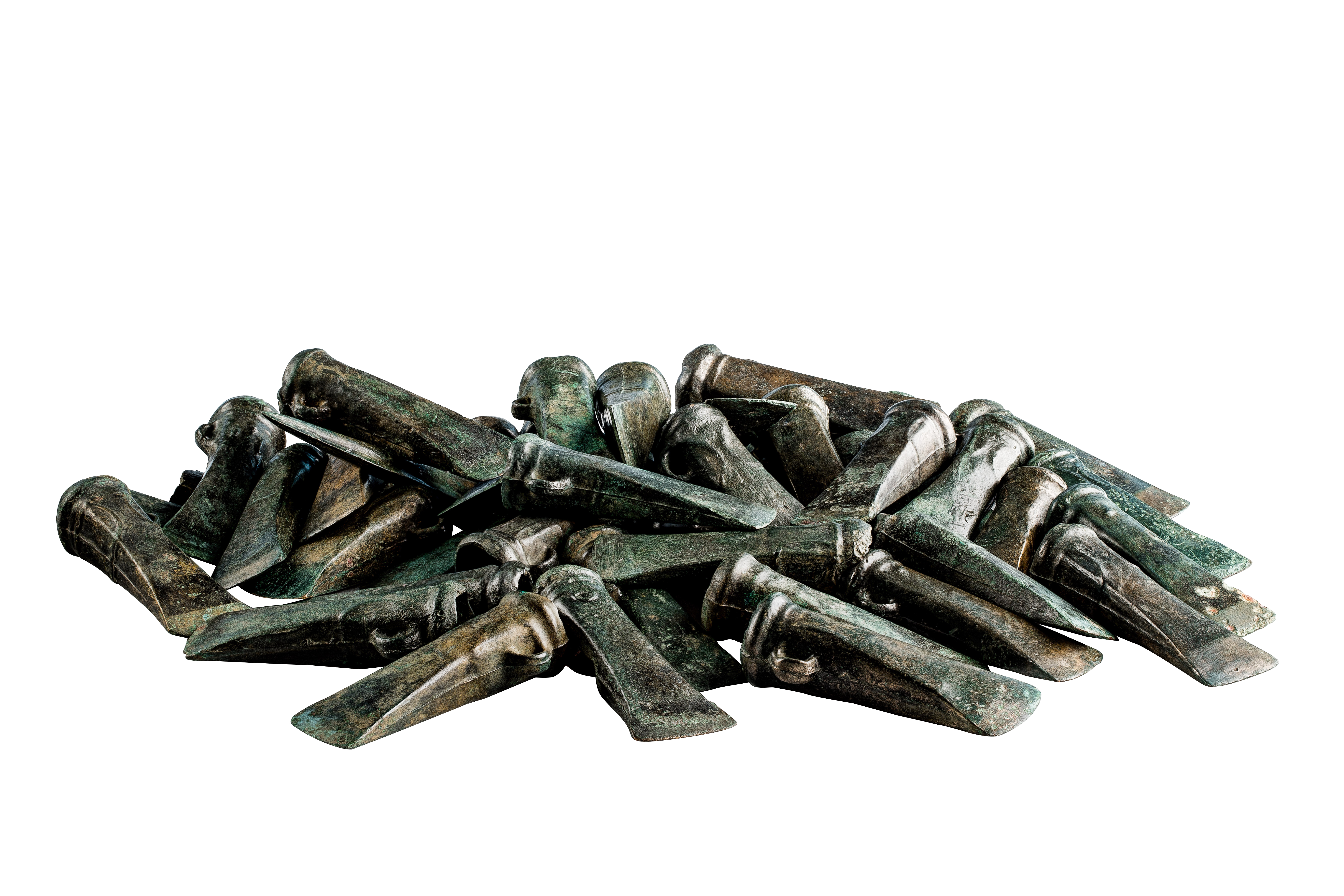
het bronsdepot van Heppeneert, 47 kokerbijlen en een lanspunt, ca. 800 v.Chr., collectie Erfgoedfonds van de Koning Boudewijnstichting, Gallo-Romeins Museum (Tongeren)

In de eindfase van de late bronstijd, rond de overgang naar de ijzertijd omstreeks 800 v.Chr., werden heel wat zogenaamde bronsdepots begraven. Het grootste depot van de Lage Landen is het bronsdepot van Heppeneert. Deze ensembles van bronzen objecten hadden ongetwijfeld een rituele betekenis, maar de juiste reden kennen we niet. Wel treffen we ze gewoonlijk aan op drassige plaatsen. In het verleden dacht men vaak dat op dergelijke plaatsen de goden en geesten van de doden verbleven. Het waren dus ideale offerplaatsen.